# Tuek Chour
Tuek Chour es una comuna (khum) del distrito de Preah Netr Preah, en la provincia de Banteay Mean Chey, Camboya. En marzo de 2008 tenía una población estimada de 12 103 habitantes.
Se encuentra ubicada al noroeste del país, a poca distancia de la frontera con Tailandia y del río Siem Reap (cuenca hidrográfica del lago Sap (Tonlé Sap).